# Eschenau im Hausruckkreis
Eschenau im Hausruckkreis – miejscowość i gmina w Austrii, w kraju związkowym Górna Austria, w powiecie Grieskirchen. Liczy 906 mieszkańców.